# Orłowa (szczyt)
Orłowa, na mapie Geoportalu Góra Orłowa (813 m n.p.m.) – góra w Beskidzie Śląskim, w północnej części Pasma Równicy.

## Topografia
Orłowa znajduje się w Paśmie Równicy między Świniarką na południowym wschodzie a Beskidkiem na północnym zachodzie, oddzieloną od niego przełęczą Beskidek (664 m). Ma 4 wierzchołki, w kolejności od zachodu na wschód 745, 768, 813 i 808 m i kształt potężnego rogalika zwróconego rogami ku południu. Kulminacja znajduje się w środku owego rogalika, w grzbiecie głównym pasma. Na północny zachód od wierzchołka 768 m odbiega boczny grzbiet ze szczytem Palenicy i przełączką Przełącz. Stoki południowe opadają do potoku Dobka, północne do potoku Wielki Suchy, północno-wschodnie do potoku Leśnica i wcina się w nie dolinka potoku Bzowy.

## Opis
Wzdłuż wewnętrznego łuku sierpowatego grzbietu ciągną się widokowe polany z rozrzuconymi zabudowaniami osiedla Orłowa. Dawniej na polanach tych znajdował się jeden z największych ustrońskich szałasów, jednak Ludomir Sawicki, prowadząc badania dotyczące szałaśnictwa na Śląsku Cieszyńskim w 1913 r. zanotował go już jako od dawna nieistniejący. Drugi szałas istniał na południowo-wschodnim stoku Orłowej. Sawicki zapisał wówczas, że 10 wspólników z Brennej wypasało na nim 232 owce i 12 krów.
Grzbietem Orłowej biegnie granica między miejscowościami Brenna i Ustroń. Z polany szczytowej na Orłowej rozciąga się ładny widok na Równicę, Ustroń i Wisłę oraz otaczające je góry, od Wielkiej Czantorii na zachodzie przez Stożek po wał Baraniej Góry na południowym wschodzie. Na polanie poniżej szczytu znajdowało się prywatne schronisko górskie – Chata na Orłowej.

## Partyzancki „bunkier”
Na północno-wschodnich zboczach Orłowej znajdują się pozostałości partyzanckiego „bunkra” z czasów II wojny światowej, zwanego „bunkrem w Grapach”. Został zbudowany jesienią 1944 r. przez braci Jaworskich z plutonu Brenna (Okręg Śląski Armii Krajowej) przy pomocy członków radzieckiego oddziału wywiadowczego majora Wasilija Anisimowa, zwanego w Brennej „Szczepanowiczem”. Ów bunkier był właściwie zręcznie zamaskowaną ziemianką o wymiarach ok. 3 × 4 m, obecnie już bardzo zniszczoną. W dniach 24 grudnia 1944 – 19 stycznia 1945 r. była ona schroniskiem kilkunastu partyzantów z grupy majora Anisimowa. Została zdekonspirowana na skutek zdrady miejscowego gajowego, kolaborującego z Niemcami. Po trwającej ok. półtorej godziny walce partyzanci przerwali podwójny pierścień wroga i uszli w okoliczne góry. 5 marca 1945 r. w ziemiance w Grapach odbyła się zbiórka ok. 50 partyzantów, którzy następnie pod dowództwem majora Anisimowa przekroczyli front w rejonie Jaworza

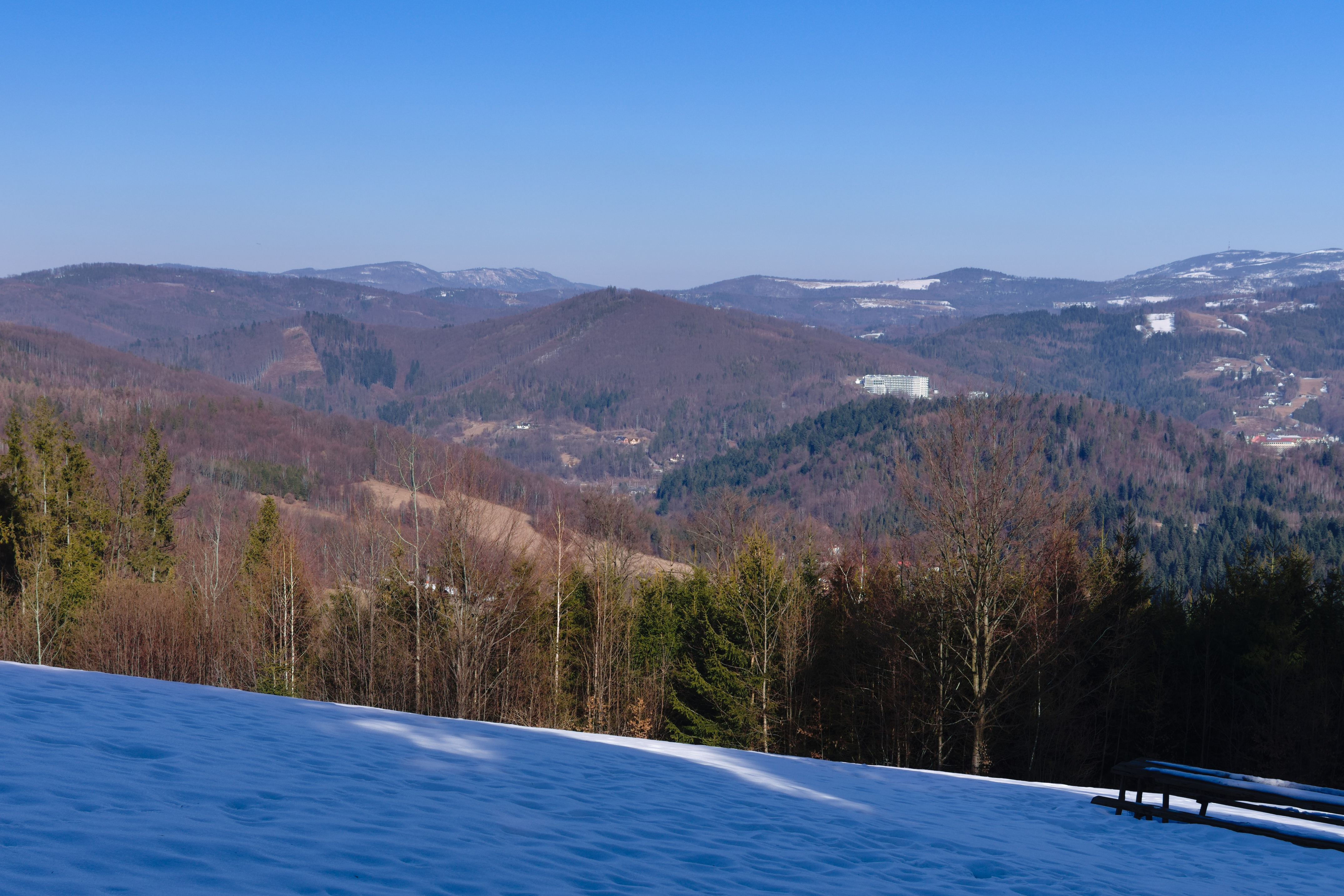
Widok z Soszowa Małego
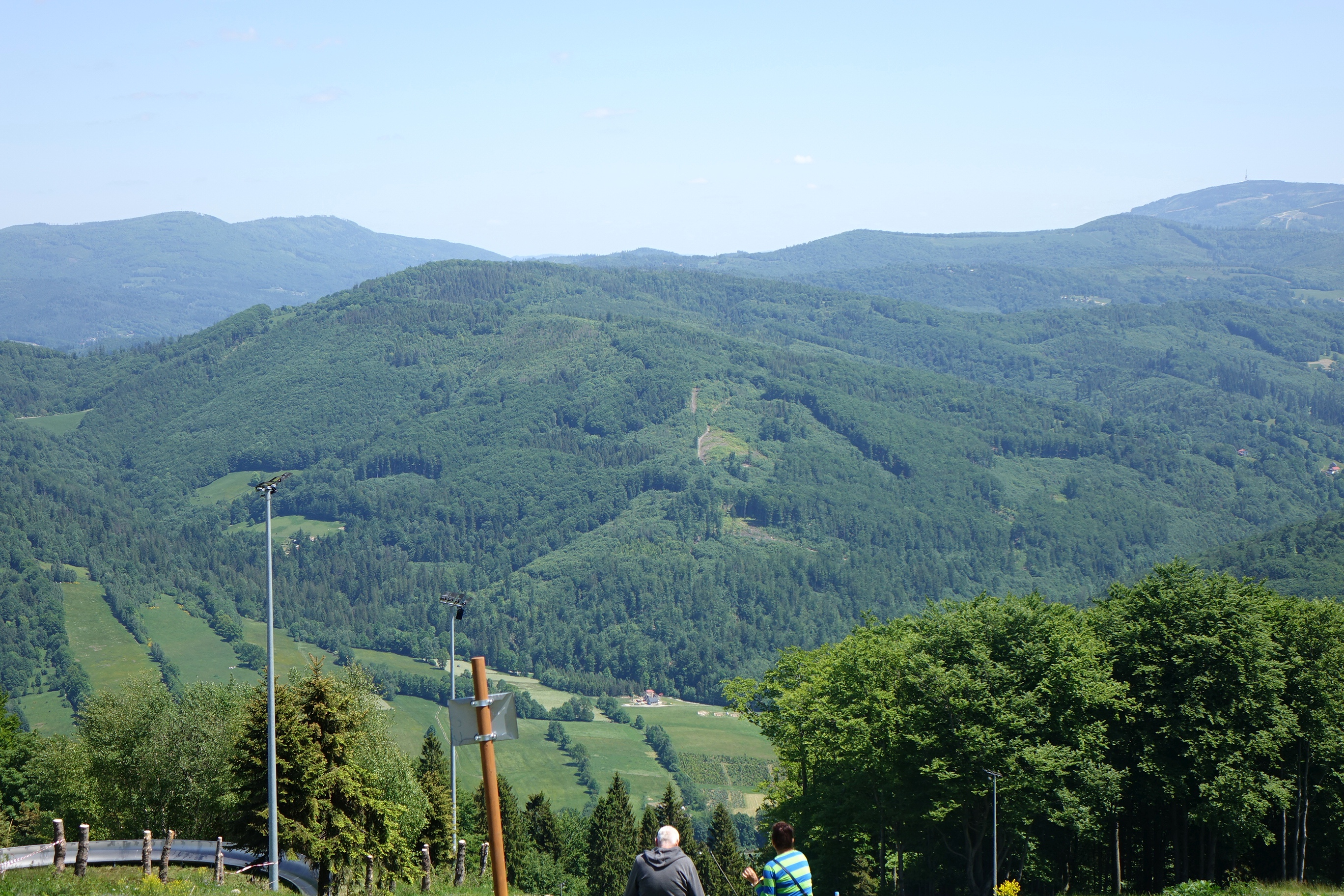
Widok na Orłową z Czantorii Wielkiej
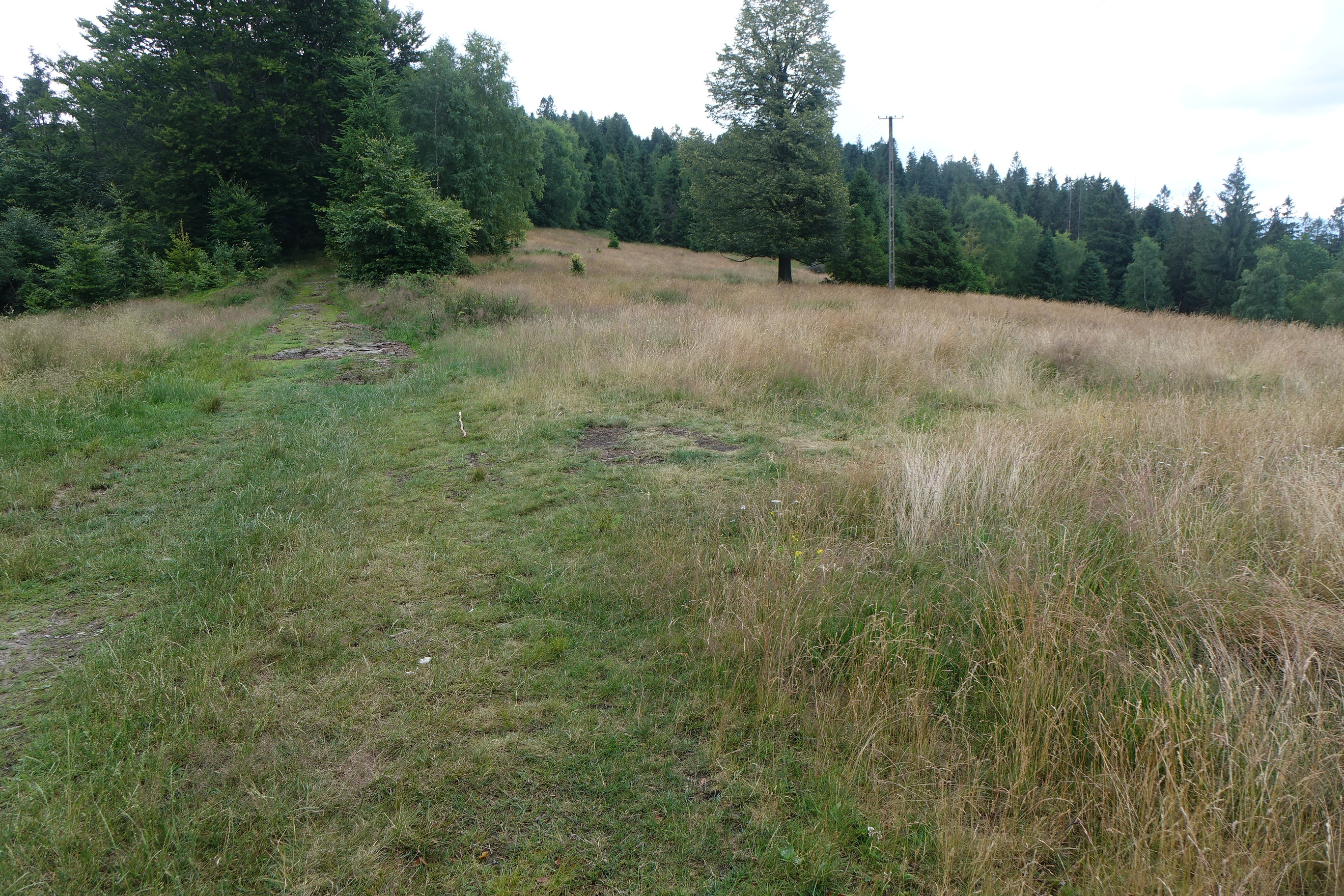
Polana na Orłowej
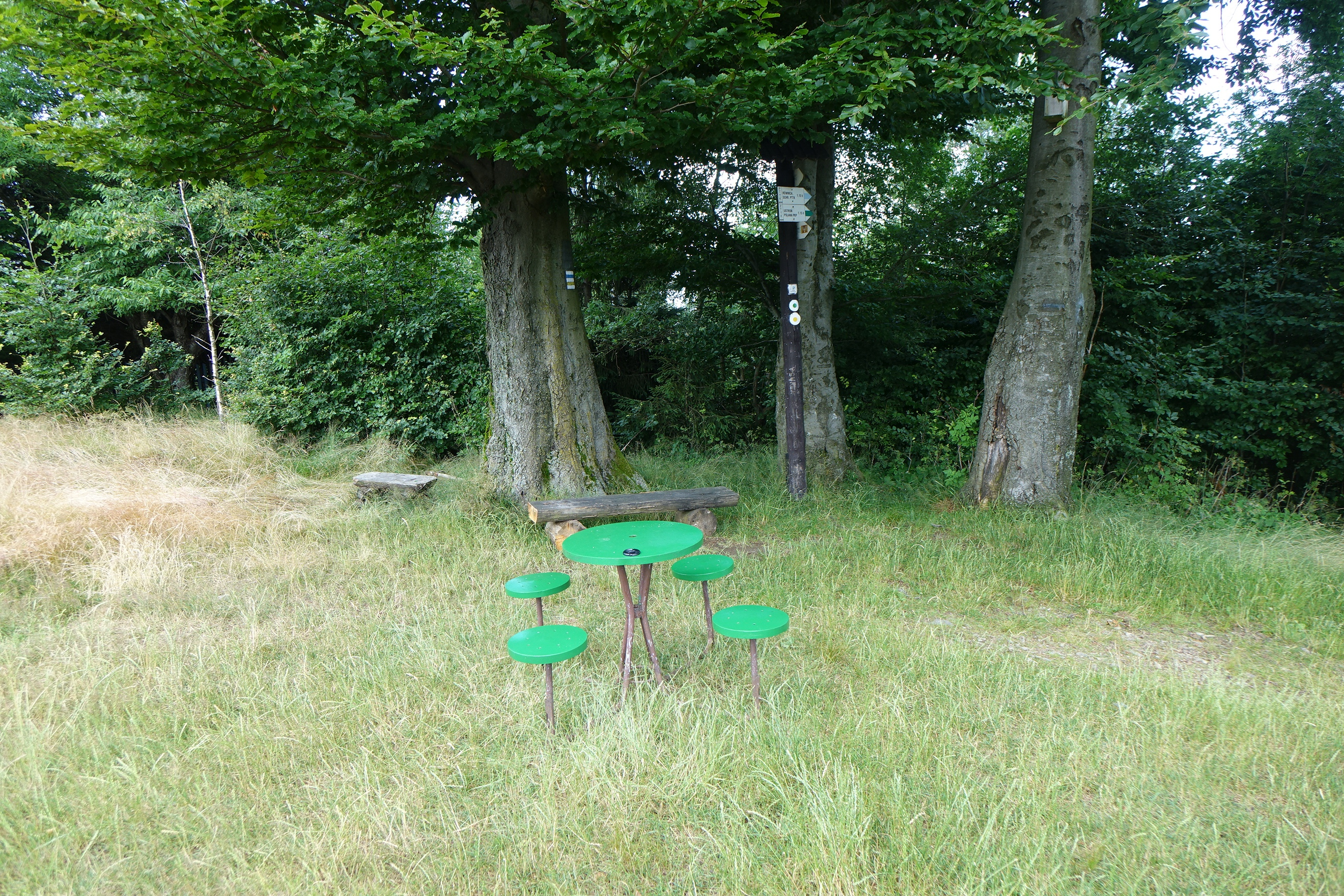
Polana na Orłowej
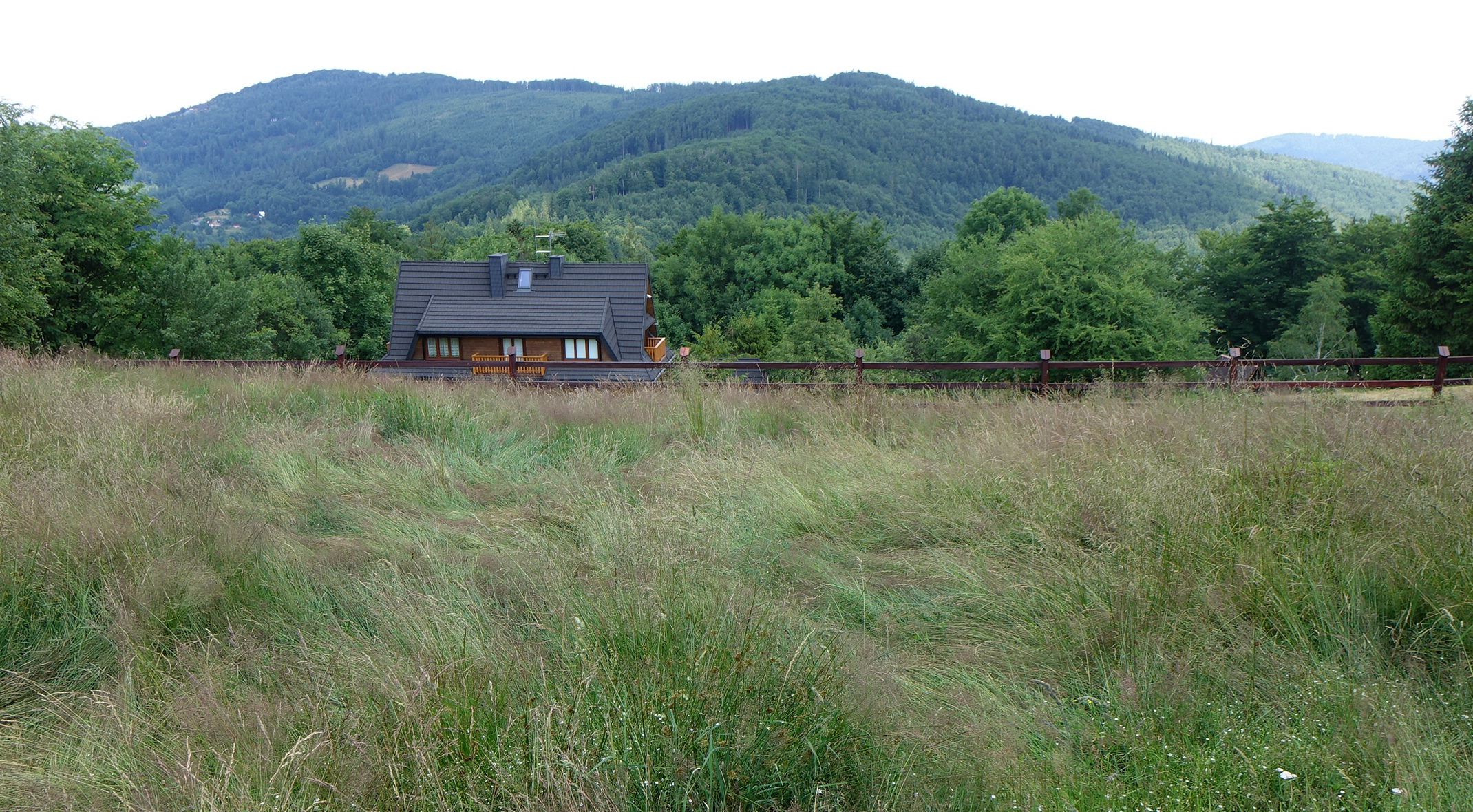
Widok z Orłowej na Równicę

## Szlaki turystyczne
– z Równicy – 1:15 godz. (z powrotem 1:15 godz.);
 – z Trzech Kopców – 1:30 godz. (z powrotem 1:15 godz.);
 – z Ustronia Polany – 1:45 godz. (z powrotem 1:15 godz.)
 – z Wisły Obłaźca – 2 godz. (z powrotem 1.30 godz.) – zlikwidowany.